# Jean-Pierre Ricard

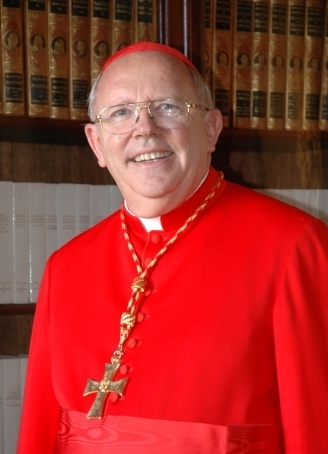
Jean-Pierre Kardinal Ricard (2006)

Kardinalswappen

Jean-Pierre Kardinal Ricard (* 26. September 1944 in Marseille) ist ein französischer Geistlicher und emeritierter römisch-katholischer Erzbischof von Bordeaux. Von 2001 bis 2007 war er Präsident der Französischen Bischofskonferenz.

## Leben
Ricard studierte von 1965 bis 1970 katholische Theologie und Philosophie in Paris und empfing am 5. Oktober 1968 durch den Erzbischof von Marseille Georges Jacquot das Sakrament der Priesterweihe. 1970 wurde er zum Doktor der Theologie promoviert und war zunächst als Pfarrvikar tätig. 1984 wurde er bischöflicher Vikar in Marseille-Süd, was er bis 1988 blieb. Von 1988 bis zu seiner Bischofsernennung war er Generalvikar des Erzbistums Marseille.
Am 17. April 1993 ernannte ihn Papst Johannes Paul II. zum Titularbischof von Pulcheriopolis und zum Weihbischof im Bistum Grenoble. Die Bischofsweihe spendete ihm der Erzbischof von Marseille, Robert Kardinal Coffy, am 6. Juni desselben Jahres; Mitkonsekratoren waren Louis Jean Dufaux, Bischof von Grenoble, und Jacques Fihey, Bischof von Coutances. Am 4. Juli 1996 wurde er zunächst Koadjutorbischof im Bistum Montpellier und mit dem Rücktritt Louis Antoine Marie Boffets am 6. September desselben Jahres dessen Nachfolger als Bischof dieser Diözese. Am 21. Dezember 2001 ernannte ihn Johannes Paul II. zum Erzbischof von Bordeaux, nachdem er bereits im November desselben Jahres zum Vorsitzenden der Französischen Bischofskonferenz gewählt worden war, sowie zum Mitglied der Glaubenskongregation und der Päpstlichen Kommission Ecclesia Dei. Seine Amtszeit als Präsident der Französischen Bischofskonferenz endete mit der Wahl seines Nachfolgers André Vingt-Trois am 5. November 2007.
Papst Benedikt XVI. nahm ihn im Konsistorium am 24. März 2006 als Kardinalpriester mit der Titelkirche Sant’Agostino in Campo Marzio in das Kardinalskollegium auf. Am 6. Oktober 2006 wurde er für fünf Jahre zum Vizepräsidenten des Rates der europäischen Bischofskonferenzen gewählt. Kardinal Ricard nahm am Konklave 2013 teil, nicht jedoch am Konklave 2025, da er zu diesem Zeitpunkt bereits das 80. Lebensjahr vollendet und somit das Recht zur Teilnahme an einer Papstwahl verloren hatte.
Papst Franziskus nahm am 1. Oktober 2019 seinen altersbedingten Rücktritt an.
Ricard gab am 7. November 2022 zu, 35 Jahre zuvor ein damals 14-jähriges Mädchen missbraucht zu haben. Ricard ist damit einer von elf amtierenden oder emeritierten Bischöfen in der katholischen Kirche in Frankreich, denen sexueller Missbrauch vorgeworfen wird. Ricard erklärte, er werde sich nun von seinen Funktionen zurückziehen. Das Verfahren der Staatsanwaltschaft Marseille wurde im Februar 2023 vorerst eingestellt, da die Vorfälle verjährt sind. Ein kirchenrechtliches Verfahren gegen Kardinal Ricard läuft weiterhin.

## Wirken
Bekannt wurde Ricard unter anderem durch sein engagiert-ausgleichendes öffentliches Auftreten als Vorsitzender der Französischen Bischofskonferenz während der wochenlangen Ausschreitungen und sozialen Unruhen im Jahre 2005 in vielen französischen Städten.
2017 wurde Jean-Pierre Kardinal Ricard durch den Kardinal-Großmeister Edwin Frederick O’Brien in den Ritterorden vom Heiligen Grab zu Jerusalem aufgenommen und am 30. September 2017 in der Kathedrale von Bordeaux im Rang eines Großoffiziers in den Päpstlichen Laienorden investiert.

## Mitgliedschaften
Jean-Pierre Kardinal Ricard war Mitglied folgender Dikasterien der römischen Kurie:
- Päpstlicher Rat für die Kultur (2009–2024)
- Päpstlicher Rat zur Förderung der Einheit der Christen (2010–2024)[8]
- Kongregation für den Gottesdienst und die Sakramentenordnung (2010–2024)[9]